# Нелинейные колебания (журнал)
«Нелинейные колебания» — международный математический журнал. Издается Институтом математики НАН Украины с 1998 года. Издателем полной англоязычной версии является компания Springer Verlag.
Журнал выходит ежегодно, каждый том состоит из 4 номеров.

## Основная тематика
- Теория многочастотных колебаний и нелинейная механика
- Теория интегральных многообразий
- Асимптотические, итеративные и другие приближенные методы решения дифференциальных уравнений
- Качественные методы исследования решений дифференциальных уравнений
- Теория дифференциальных уравнений с преобразованным аргументом
- Теория дифференциальных уравнений с импульсами и случайными возмущениями
- Теория краевых задач для обыкновенных и функционально-дифференциальных уравнений
- Применение теории дифференциальных уравнений в математических моделях реальных физических, биологических и других процессов

## Редакция
- А. М. Самойленко (главный редактор),
- А. А. Бойчук (заместитель главного редактора),
- А. М. Ронто (исполнительный редактор),
- Члены редколлегии: R. P. Agarwal, Leon Ong Chua, M. Fabrizio, J. Mawhin, K. J. Palmer, M. Rontó, G. R. Sell, M. Tvrdý, Yong Zhou, Е. А. Гребеников, И. Т. Кигурадзе, И. А. Луковский, В. Л. Макаров, А. А. Мартынюк, М. А. Перестюк, Р. И. Петришин, В.А. Плисс, А. K. Прикарпатский, Н. Х. Розов, В. Г. Самойленко, В. И. Ткаченко, С. И. Трофимчук, М. И. Шкиль.

## Веб-ресурсы
- Официальная страница журнала на сайте Института математики НАН Украины
- Архив номеров английском языке на сайте международного издательства Springer Science (недоступная ссылка)
- Архив номеров на сайте Национальной библиотеки Украины имени В. И. Вернадского
- Статьи из журнала в Научной электронной библиотеке периодических изданий НАН Украины (недоступная ссылка)